# Perotrochus vicdani
Perotrochus vicdani is een slakkensoort uit de familie van de Pleurotomariidae. De wetenschappelijke naam van de soort is voor het eerst geldig gepubliceerd in 1980 door Kosuge.